# فرودگاه فردیناند لومبان توبینگ

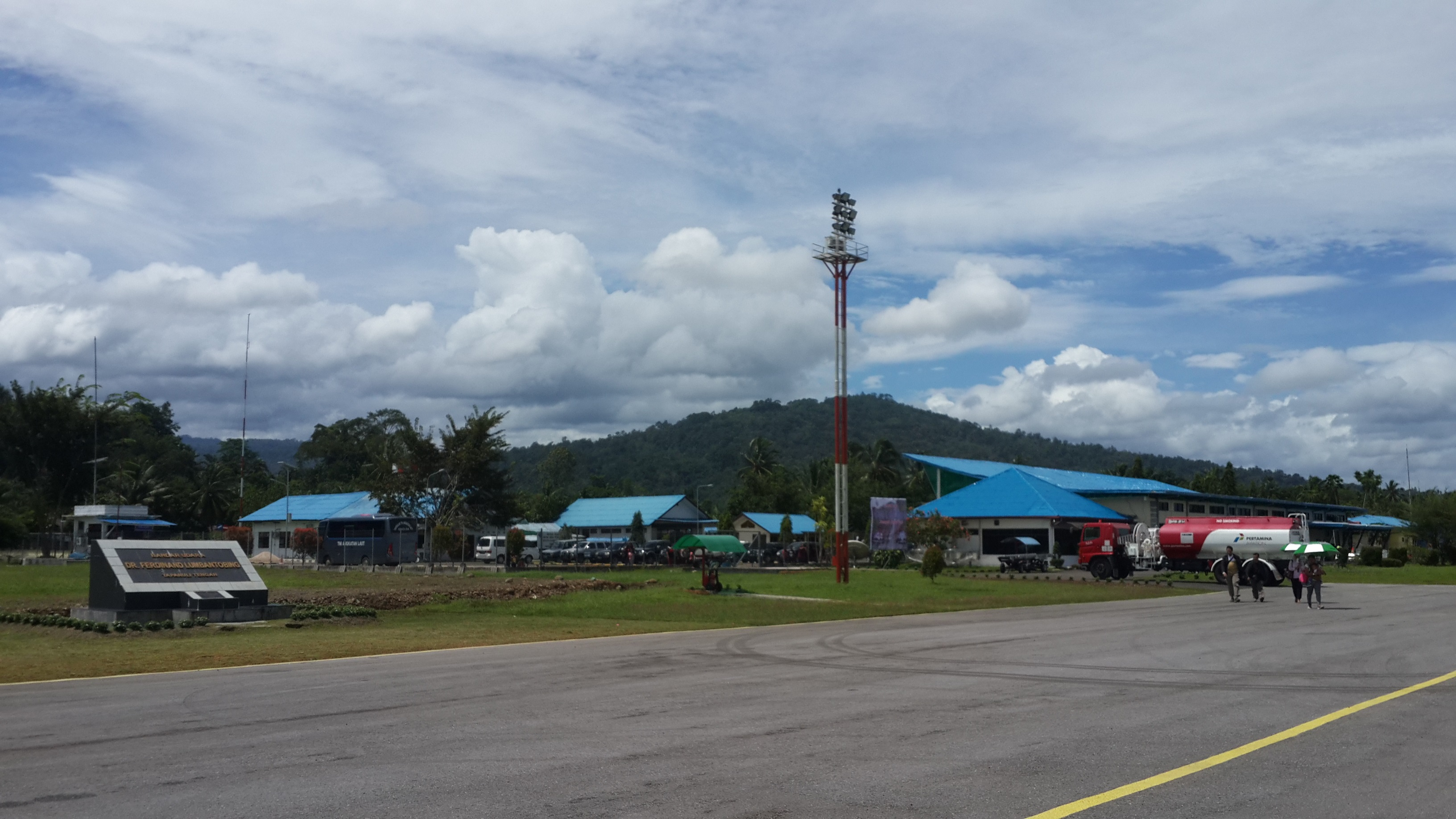
نمای از فرودگاه فردیناند لومبان توبینگ

فرودگاه فردیناند لومبان توبینگ (به انگلیسی: Ferdinand Lumban Tobing Airport) (به زبان بومی: Bandar Udara Ferdinand Lumban Tobing) یک فرودگاه همگانی با کد یاتا FLZ است که یک باند فرود آسفالت دارد و طول باند آن ۲۲۵۰ متر است. این فرودگاه در کشور اندونزی قرار دارد و در ارتفاع ۱۰ متری از سطح دریا واقع شده‌است.

## شرکت‌های هواپیمایی و مقصدهای پروازی
The following destinations are served from this Airport:
| شرکت‌های هواپیمایی                           | مقصدهای پروازی                      |
| ------------------------------------------- | ----------------------------------- |
| گارودا ایندونزیا اجرا توسط گارودا ایندونزیا | کوالا نامو                          |
| گارودا ایندونزیا اجرا توسط گارودا ایندونزیا | سوئکارنو-هتا                        |
| سوسی ایر                                    | Batu Islands، بیناکا، Simpang Ampek |
| وینگز ایر                                   | کوالا نامو                          |